# Joan Davis
Joan Davis (Palm Springs, California, 29 de junio de 1907 – Saint Paul (Minnesota), 22 de mayo de 1961) fue una actriz estadounidense con una carrera que abarcó el vodevil, el cine, la radio y la televisión. Es principalmente recordada por la comedia televisiva de 1952-1955 I Married Joan, además de por sus exitosos inicios como actriz de cine B y como estrella de la comedia radiofónica de la década de 1940.  

## Biografía
Su verdadero nombre era Madonna Josephine Davis, y nació en Saint Paul (Minnesota). Davis ya era intérprete desde su infancia, y actuó en el género vodevil junto a su marido, Si Wills.

### Cine
Su primer título cinematográfico fue un corto para Educational Pictures titulado Way Up Thar (1935), en el que intervenía el entonces desconocido Roy Rogers. La distribuidora de Educational, Twentieth Century-Fox, contrató a Davis para trabajar en largometrajes. Larguirucha y con una cómica voz desafinada, llegó a ser una de las pocas mujeres payasas de su época. Quizás más conocida por trabajar con Bud Abbott y Lou Costello en Hold That Ghost (1941), se ganó una buena reputación actuando en comedias de carácter visual, siendo de destacar su secuencia de pantomima en Beautiful but Broke (1944).
Davis actuó junto a Eddie Cantor en dos largometrajes, Show Business (1944) y If You Knew Susie (1948). Ambos actores tuvieron, además, una buena relación en la vida real.

### Radio y televisión
Joan Davis se inició en la radio el 28 de agosto de 1941 actuando en The Rudy Vallee Show, siendo meses después una componente regular del show. 
Más adelante Davis empezó una serie de programas que le dieron un puesto destacado entre las estrellas de las sitcom de la década de 1940. Cuando Vallee dejó el show en 1943 para entrar en la Guardia Costera de Estados Unidos, Davis pasó a ser su presentadora. Con el nuevo título de The Sealtest Village Store, Davis intervino en el programa entre el 8 de julio de 1943 y el 28 de junio de 1945, fecha en la que dejó el programa para trabajar en Joanie's Tea Room, en la CBS, desde el 3 de septiembre de 1945 hasta el 23 de junio de 1947. Patrocinado por Lever Brothers con su marca Swan Soap, en el reparto del programa figuraba Verna Felton. Harry von Zell era el locutor, y Abe Burrows su principal guionista.
El decorado del salón de té se mantuvo en Joan Davis Time, una serie de la CBS emitida los sábados por la noche entre el 11 de octubre de 1947 y el 3 de julio de 1948. Con Lionel Stander como director de la casa del té, en el reparto figuraban Hans Conried, Mary Jane Croft, el quinteto Choraliers y John Rarig y su Orquesta. 
Como reemplazo veraniego de Lux Radio Theater, Leave It to Joan se emitió desde el 4 de julio al 22 de agosto de 1949, y posteriormente entre el 9 de septiembre de 1949 y el 3 de marzo de 1950. Además, Davis fue una frecuente y popular artista del legendario show de variedades de Tallulah Bankhead The Big Show (1950-1952).
Cuando I Love Lucy se estrenó en octubre de 1951 en la CBS, llegando a ser una de las series más vistas de televisión, los patrocinadores quisieron más de lo mismo con otra actriz que no temiera la comedia física enérgica y agotadora. Así, I Married Joan se estrenó en 1952 en la NBC, y en el programa Davis trabajaba junto a Jim Backus y Beverly Wills, su hija en la vida real. La serie se mantuvo en escena hasta 1955.

### Fallecimiento
Joan Davis falleció el 22 de mayo de 1961 en Palm Springs, California, a causa de un infarto agudo de miocardio. Tenía 53 años de edad. Fue enterrada en el Cementerio de Holy Cross, en Culver City, California. El 24 de octubre de 1963, la madre de Davis, su hija Beverly Wills y sus nietos fallecieron en el incendio de su domicilio en Palm Springs, California.
A Davis se le concedieron dos estrellas en el Paseo de la Fama de Hollywood, una por su dedicación al cine en el 1521 de Vine Street, y otra por su trabajo radiofónico en el 1716 de la misma vía.

## Filmografía
| Año         | Título                     | Personaje                        | Observaciones                                          |
| ----------- | -------------------------- | -------------------------------- | ------------------------------------------------------ |
| 1935        | Way Up Thar                | Jennie Kirk                      |                                                        |
| 1935        | Millions in the Air        | Cantante                         |                                                        |
| 1936        | Bunker Bean                | Mabel, secretaria de Bunker      | Sin créditos                                           |
| 1937        | The Holy Terror            | Lili                             |                                                        |
| 1937        | On the Avenue              | Miss Katz – secretaria de Dibble |                                                        |
| 1937        | Time Out for Romance       | Midge Dooley                     |                                                        |
| 1937        | The Great Hospital Mystery | Flossie Duff                     | Otro título: Dead Yesterday                            |
| 1937        | Angel's Holiday            | Strivers                         |                                                        |
| 1937        | Sing and Be Happy          | Myrtle                           |                                                        |
| 1937        | You Can't Have Everything  | —                                | Sin créditos                                           |
| 1937        | Wake Up and Live           | Bailarina española               |                                                        |
| 1937        | Thin Ice                   | Líder de orquesta                | Otros títulos: Lovely to Look at, Der Komet            |
| 1937        | Life Begins in College     | Inez                             | Otros títulos: Life Begins at College , The Joy Parade |
| 1937        | Love and Hisses            | Joan                             |                                                        |
| 1938        | Sally, Irene and Mary      | Irene Keene                      |                                                        |
| 1938        | Josette                    | May Morris                       |                                                        |
| 1938        | My Lucky Star              | Mary Dwight                      |                                                        |
| 1938        | Hold That Co-ed            | Lizzie Olsen                     | Otro título: Hold That Girl                            |
| 1938        | Just Around the Corner     | Kitty                            |                                                        |
| 1939        | Tail Spin                  | Babe Dugan                       |                                                        |
| 1939        | Skinny the Moocher         | La criada                        | Sin créditos                                           |
| 1939        | Too Busy to Work           | Lolly                            |                                                        |
| 1939        | Day-Time Wife              | Joyce Applegate                  |                                                        |
| 1940        | Free, Blonde and 21        | Nellie                           |                                                        |
| 1940        | Sailor's Lady              | Myrtle                           |                                                        |
| 1940        | Manhattan Heartbeat        | Edna Higgins                     |                                                        |
| 1941        | For Beauty's Sake          | Dottie Nickerson                 |                                                        |
| 1941        | Hold That Ghost            | Camille Brewster                 | Otro título: Oh, Charlie                               |
| 1941        | Sun Valley Serenade        | Miss Carstairs                   |                                                        |
| 1941        | Two Latins from Manhattan  | Joan Daley                       |                                                        |
| 1942        | Yokel Boy                  | Molly Malone                     | Otro título: Hitting the Headlines                     |
| 1942        | Sweetheart of the Fleet    | Phoebe Weyms                     |                                                        |
| 1943        | He's My Guy                | Madge Donovan                    |                                                        |
| 1943        | Two Señoritas from Chicago | Daisy Baker                      |                                                        |
| 1943        | Around the World           | Joan Davis                       |                                                        |
| 1944        | Beautiful But Broke        | Dottie Duncan                    |                                                        |
| 1944        | Show Business              | Joan Mason                       |                                                        |
| 1944        | Kansas City Kitty          | Polly Jasper                     |                                                        |
| 1944        | She Gets Her Man           | Jane "Pilky" Pilkington          |                                                        |
| 1944        | George White's Scandals    | Joan Mason                       |                                                        |
| 1946        | She Wrote the Book         | Jane Featherstone                |                                                        |
| 1948        | If You Knew Susie          | Susie Parker                     |                                                        |
| 1950        | The Traveling Saleswoman   | Mabel King                       | Productora                                             |
| 1950        | Love That Brute            | Mamie Sage                       |                                                        |
| 1951        | The Groom Wore Spurs       | Alice Dean                       |                                                        |
| 1952        | Harem Girl                 | Susie Perkins                    |                                                        |
| 1952 - 1955 | I Married Joan             | Joan Stevens                     | 99 episodios, productora                               |

## Audio
- Leave It to Joan (20 de enero de 1950)